# 高云龙
高云龙（1958年12月—），山东莱芜人，中华人民共和国政治人物，副国级领导人，中国民主建国会会员。现任全国政协副主席、全国工商联主席，以及中国民间商会会长。

## 生平
华东化工学院（今华东理工大学）化工系化学工程专业毕业，清华大学化工系化工专业博士研究所学历。历任国家开发银行副处长、处长，广西百色市副市长，民建广西壮族自治区副主委、主委等职。2007年12月调任青海省人民政府副省长，2008年11月任民建青海省委主任委员。2008年，当选第十一届全国政协委员，代表中国民主建国会，分入第七组。2017年，任中华全国工商业联合会主席、中国民间商会会长，中国光大集团股份公司副董事长、总经理，民建北京市委员会主任委员。2018年1月，当选第十三届全国政协委员。
2018年3月14日，在全国政协十三届一次会议第四次全体会议上，当选为全国政协副主席。